# Vampyressa
Vampyressa là một chi động vật có vú trong họ Dơi mũi lá, bộ Dơi. Chi này được Thomas miêu tả năm 1900. Loài điển hình của chi này là Phyllostoma pusillum Wagner, 1843.

## Các loài
Chi này gồm các loài: